# Rouvres-en-Woëvre
 Rouvres-en-Woëvre  es una población y comuna francesa, en la región de Lorena, departamento de Mosa, en el Distrito de Verdún y cantón de Étain.

## Demografía
| 318 | 332 | 347 | 301 | 318 | 412 |
| Para los censos de 1962 a 1999 la población legal corresponde a la población sin duplicidades (Fuente: INSEE [Consultar]) |     |     |     |     |     |